# 夏侯衡
夏侯衡（2世纪—3世纪），东汉末年征西将军博昌亭侯夏侯渊的长子，娶了丞相曹操弟弟海阳哀侯的女儿，很受恩宠。汉献帝建安十九年（219年）夏侯渊死后，夏侯衡袭爵为博昌亭侯，又转封安宁亭侯。夏侯衡去世于曹魏年间，之后其子夏侯绩、孙夏侯褒相继袭爵。
夏侯衡生卒年无考，仅知其二弟夏侯霸有一位从妹约生于187、188年间，可见夏侯衡出生不迟于此时。
罗贯中历史小说《三国演义》在提及夏侯渊诸子时对夏侯衡无提及。

## 家族

### 父族
- 夏侯淵
- 夏侯惇

### 妻族
- 曹氏

### 親族
- 夏侯霸
- 夏侯氏

### 子孙
- 子：夏侯绩，嗣安宁亭侯，爲虎賁中郎將
- 孙：夏侯褒，嗣父夏侯绩安宁亭侯